# Karat (kaffe)
 For alternative betydninger, se Karat. (Se også artikler, som begynder med Karat)
Karat er et dansk fødevaremærke for kaffeprodukter, som ejes af Jacobs Douwe Egberts.
Karat-mærket kendes primært fra det danske marked.
Blandt de mest kendte kaffeprodukter er Karat Original, med sin karakteristiske røde indpakning med hvid typografi og sort logo.
Udover den originale findes andre varianter og en instantkaffe Karat Instant.
Karat-kaffen er særlig populær i Nordjylland, hvor den ifølge Samvirke er i hver fjerde kaffekop, på landsplan er markedsandelen på 7 %. Karat-kaffe er også startet i Nordjylland, hvor den kom på markedet i 1973. 